# Super Hero
| Оценки критиков | Оценки критиков |
| Источник        | Оценка          |
| --------------- | --------------- |
| CDJournal       | Положительн.    |

«Super Hero», или «Superhero», (яп. スーパーヒーロー, «Супергерой») — девятый мэйджор-сингл японской идол-группы Shiritsu Ebisu Chugaku. Вышел в Японии 21 ноября 2015 года на лейбле SME Records.

## История
Сингл был издан на CD в трёх версиях: лимитированных «А» и «Б» и обычной.
Одна из сторон «Б» — песня «Pompara Pekoluna Papiyotta» — исполняется рок-группой 5572320 (яп. 五五七二三二〇 Го Го Нана Ни Сан Ни Рэй), созданной из участниц Shiritsu Ebisu Chugaku в рамках празднования 50-летия производимого японской компанией Nissin Cisco Co., Ltd. печенья Coconut Sable.
В первую неделю сингл продался в 69 тысячах копий и в недельном чарте компании Oricon дебютировал на 3 месте. Таким образом, превысив суммарные продажи 7-го сингла «Haitateki!» (63 тысячи экземпляров), он стал самым продаваемым на тот момент синглом в истории группы.
В итоговом годовом чарте сингл занял 81-е место. (То есть он на 81-м месте в списке самых продаваемых в Японии в 2015 году синглов.)

## Состав
Shiritsu Ebisu Chugaku:
Рика Маяма, Аяка Ясумото, Айка Хирота, Мирэй Хосина, Рина Мацуно, Хината Касиваги, Кахо Кобаяси, Рико Накаяма

## Список композиций

### Лимитированное издание «А»
| №  | Название                                                                                  | Длительность |
| -- | ----------------------------------------------------------------------------------------- | ------------ |
| 1. | «Super Hero» (スーパーヒーロー)                                                           |              |
| 2. | «Ponpara Pecoruna Papiyotta» (ポンパラ ペコルナ パピヨッタ) (исполняется группой 5572320) |              |
| 3. | «Super Hero (Less Vocal)»                                                                 |              |
| 4. | «Ponpara Pecoruna Papiyotta (Less Vocal)»                                                 |              |

### Лимитированное издание «Б»
| №  | Название                                      | Длительность |
| -- | --------------------------------------------- | ------------ |
| 1. | «Super Hero»                                  |              |
| 2. | «Kirakiranesskiraness» (キラキラネスキラネス) |              |
| 3. | «Super Hero (Less Vocal)»                     |              |
| 4. | «Kirakiranesskiraness (Less Vocal)»           |              |

### Обычное издание
| №  | Название                              | Длительность |
| -- | ------------------------------------- | ------------ |
| 1. | «Super Hero»                          |              |
| 2. | «Korya Mede Te na» (こりゃめでてぇな) |              |
| 3. | «Super Hero (Less Vocal)»             |              |
| 4. | «Korya Mede Te na (Less Vocal ver.)»  |              |

## Чарты
| Чарт (2015)                 | Наив. поз. |
| --------------------------- | ---------- |
| Oricon Daily Singles Chart  | 2          |
| Oricon Weekly Singles Chart | 3          |

### Итоговые годовые чарты
| Чарт (2015)                   | Наив. поз. |
| ----------------------------- | ---------- |
| Oricon Year-End Singles Chart | 81         |